# José Salas y Vaca
José Salas y Vaca (Montilla, 1877-Córdoba, 1933) fue un médico y político español.

## Biografía
Nacido en 1877 en la localidad cordobesa de Montilla, tras obtener el título de doctor ingresó por oposición en el Cuerpo de médicos-directores de Establecimientos minero-medicinales. Fue nombrado médico del Real Patrimonio en el Hospital del Buen Suceso y profesor ayudante del Hospital Clínico de San Carlos, además de jefe de la consulta de enfermedades nerviosas y mentales en el Hospital de La Princesa de Madrid. Salas, que en 1911 fue nombrado director facultativo del manicomio de Santa Isabel de Leganés,permaneció en dicho destino hasta finales de la década de 1920. Autor de diversos textos sobre neurología, como político desempeñó los cargos de gobernador civil de las provincias de Albacete, Cádiz y Huelva. Falleció el 27 de noviembre de 1933 en Córdoba.